# 公衡
公衡（？—？），姬姓，一作衡父，是鲁成公的儿子，鲁襄公的弟弟。
前589年冬季，楚国入侵卫国，趁机在蜀地进攻鲁国，到达阳桥，孟献子请求前去送给楚国木工、缝工、织工各一百人，公衡作为人质，请求结盟，楚国人答应讲和。十一月，鲁国和楚国等国结盟。
楚军到达宋国后，公衡逃了回来，臧宣叔说：“公衡不能忍耐几年的不安宁，抛弃鲁国，国家怎么办？谁来受祸？他的后代一定会受到祸患的！国家被抛弃了。”
前535年，楚灵王建成了章华之台，希望和诸侯一起举行落成典礼，派去鲁国的使者薳启彊以当初公衡未能到达楚国为借口，胁迫鲁昭公前去楚国。